# Moon Beams
Moon Beams — альбом 1962 года, записанный джазовым музыкантом Биллом Эвансом и ставший первым альбомом с трио, который он записал после смерти басиста Скотта ЛаФаро. В него вошли два важных оригинальных произведения Эванса: «Re: Person I Knew» (анаграмма имени его тогдашнего продюсера Оррина Кипньюса) и «Very Early», которое Эванс написал ещё студентом. Оригиналы служат обрамлением для альбома, состоящего в основном из стандартов 1930-х и 1940-х годов.

## Музыка и релиз
С Чаком Израэлсом на бас-гитаре вместо ЛаФаро Эванс записал несколько песен во время сессий в мае и июне 1962 года. Как и планировалось Кипньюсом, Moon Beams содержит баллады, записанные в этот период, в то время как более быстрые композиции вошли в альбом How My Heart Sings!, который вышел только в 1964 году. В 2012 году Riverside выпустил обновлённое издание, в которое вошли три ранее не издававшиеся альтернативные версии. Moon Beams и How My Heart Sings! также выпущенный в виде двойного альбома The Second Trio. Женщина на обложке альбома — Нико, которая впоследствии сама стала известной музыкальной исполнительницей.

## Приём
| Оценки критиков                      | Оценки критиков |
| Источник                             | Оценка          |
| ------------------------------------ | --------------- |
| Down Beat (Original Lp release)      | [ 3 ]           |
| Allmusic                             | [ 4 ]           |
| The Rolling Stone Jazz Record Guide  | [ 5 ]           |
| The Penguin Guide to Jazz Recordings | [ 6 ]           |

В своей статье для AllMusic музыкальный критик Том Джурек сказал, что «отбор композиций настолько хорошо продуман и выстроен, что запись кажется сном. ... Moon beams стало поразительным возвращением в сферу звукозаписи и значительным шагом вперёд в развитии [Эванса] как лидера».
Питер Петтингер пишет, что альбом «содержит одни из самых проникновенных композиций группы, в том числе полдюжины стандартов, воплощающих концепцию баллад Билла Эванса, каждая из которых является эквивалентом классического шедевра».
И Кит Шедвик отмечает, что «стиль и звучание баса Израэлса [совершенно] отличаются от ... ЛаФаро, более традиционны во всех аспектах. Мелодические, ритмические и гармонические решения, которые он использует для соло и аккомпанемента, похожи на те, что можно услышать у многих других ведущих бас-гитаристов того времени, от Оскара Петтифорда до Пола Чемберса. ... Рабочая практика, установленная на Moon Beams, сохранялась, пока Израэлс был в группе, придавая ей очень сплочённый, дисциплинированный характер и стиль. Ненужное было практически устранено, внимание было сосредоточено на пианисте."

## Список треков
1. "Re: Person I Knew" (Билл Эванс) – 5:44
2. "Polka Dots and Moonbeams" (Джонни Берк, Джимми Ван Хьюзен) – 5:01
3. "I Fall in Love Too Easily" (Сэмми Кан, Джул Стайн) – 2:42
4. "Stairway to the Stars" (Мэтти Молнек, Фрэнк Синорелли, Мителл Пэриш) – 4:53
5. "If You Could See Me Now" (Тэдд Дэмерон, Карл Сигман) – 4:29
6. "It Might as Well Be Spring" (Ричард Роджерс, Оскар Хаммерстайн II) – 6:05
7. "In Love in Vain" (Лео Робин, Джером Керн) – 5:00
8. "Very Early" (Билл Эванс) – 5:06

Бонус-треки переиздания 2012 года на CD:
1. "Polka Dots and Moonbeams" [Альтернативный дубль] - 4:17
2. "I Fall in Love Too Easily" [Альтернативный дубль] - 2:38
3. "Very Early" [Альтернативный дубль] - 3:35

## Музыканты
- Билл Эванс - фортепиано
- Чак Израэлс - бас-гитара
- Пол Мотиан - барабаны

## Производство
- Оррин Кипньюс - продюсер
- Пит Сахула - фотограф
- Нико - фотомодель
- Кен Дирдофф - дизайн альбома